# Fish (cantante)
Fish, pseudonimo di Derek William Dick (Dalkeith, 25 aprile 1958), è un cantante e attore britannico.

## Biografia
È celebre, tra l'altro, per essere stato il primo cantante dei Marillion, vera bandiera dell'ondata di new prog che nella prima metà degli anni ottanta ridiede vigore ad un genere dominante nel decennio precedente (Pink Floyd, Yes, King Crimson, Emerson, Lake & Palmer, Genesis), ma caduto in disgrazia a partire dal 1977, in coincidenza con l'esplosione del fenomeno punk e quindi della new wave.
Con i Marillion, dopo un inizio in piccoli locali della provincia inglese e l'approdo a Londra, grazie a centinaia di show e ad una popolarità crescente (diviene una delle band di punta dello storico Marquee Club) riesce ad ottenere un contratto discografico dalla EMI e, dopo il singolo d'esordio Market Square Heroes, nel 1983 pubblica l'album Script for a Jester's Tear. Il successo è immediato, sia tra i trentenni ancora legati alle sonorità dei grandi del decennio precedente, sia tra i giovani. Dopo Fugazi (1984), è col terzo lavoro Misplaced Childhood, del 1985, che il gruppo conosce la fama mondiale. Si trattava di un concept album dal quale furono estratti singoli di grandissimo successo come Kayleigh e Lavender. Seguono lunghi tour mondiali che iniziano a minare la solidità del gruppo. Ed il successo del quarto lavoro, Clutching at Straws (1987), non basta a garantire ai Marillion la serenità. Tanto che nel 1988, al termine dell'ennesimo tour, Fish abbandona la band, che successivamente decide di continuare con il nuovo frontman Steve Hogarth e tuttora è attiva.
Il debutto della carriera solista di Fish avviene nel 1990 con Vigil in a Wilderness of Mirrors, un album salutato con buon entusiasmo dai fans del cantante, autore di una bella prova sia dal punto di vista compositivo (da sempre Fish è autore di liriche altamente significative e ricche di pathos) sia da quello musicale. A quel punto, però, la carriera dello scozzese inizia a subire vari contraccolpi: dalla lite con le major discografiche ai problemi personali (il divorzio, la salute ed il progressivo deterioramento della voce), lo portarono a finire sempre più ai margini del mercato e dello show-business. A tutt'oggi, comunque, la produzione solista di Fish vanta undici capitoli in studio e decine di live ufficiali, che testimoniano di un artista comunque sensibile a problematiche di attualità e all'introspezione psicologica. Il disco 13th Star, pubblicato nel settembre 2007, pochi mesi dopo l'ennesima delusione (un matrimonio annullato a poche settimane dalla data fissata), sembra far emergere segnali positivi per una ritrovata serenità che si traduce in un lavoro maturo, potente e ben congegnato sotto l'aspetto della produzione. La recentissima tournée europea, che ha toccato anche l'Italia per tre date, nella quale Fish e la sua band hanno alternato momenti della produzione solista alla rilettura, nel ventennale della pubblicazione, del quarto album dei Marillion, Clutching at Straws, ha confermato il buon momento del cantante scozzese, da sempre dotato di un carisma e di una personalità esuberanti che sul palco gli consentono di catturare e coinvolgere profondamente il pubblico.
Ultimamente sembra aver ritrovato nuova vitalità con un lunghissimo tour acustico denominato "FishHeads" il quale accompagnato solamente dal chitarrista e dal tastierista lo portano a rileggere anche i primi vecchissimi successi dell'"era Marillion".
Nel 2020 esce quello che viene annunciato come il disco solista conclusivo, dal titolo Weltschmerz.

## Discografia

### Da solista

#### Album in studio
- 1990 – Vigil in a Wilderness of Mirrors
- 1991 – Internal Exile
- 1993 – Songs from the Mirror
- 1994 – Suits
- 1997 – Sunsets on Empire
- 1999 – Raingods with Zippos
- 2001 – Fellini Days
- 2003 – Field of Crows
- 2007 – 13th Star
- 2013 – A Feast of Consequences
- 2020 - Weltschmerz

#### Album live
- 1993 – Pigpen's Birthday (Live in London, 1990)
- 1993 – Derek Dick and his Amazing Electric Bear (Live in Haddington, 1991)
- 1993 – Uncle Fish and the Crypt Creepers (Live in Dusseldorf, 1991)
- 1993 – For Whom the Bells Toll (Live in Edinburgh, 1991)
- 1993 – Toiling in the Reeperbahn (Live in Hamburg, 1992)
- 1994 – Sushi (Live in Utrecht, 1993)
- 1996 – Fish Head Curry (Live in Luzern, 1995) (limited edition, 5000 copies)
- 1996 – Krakow (Live in Krakow, 1995)
- 1998 – Tales from the Big Bus (Live in Köln, 1997)
- 1999 – The Complete BBC Sessions (Live in London, 1989)
- 1999 – The Haddington Tapes (Live in Haddington, 1998)
- 2000 – Issue 30 Cd (Live in Haddington, 1999) (limited edition, available to fanclub members only)
- 2000 – Candlelight in Fog (Live in Philadelphia & New York, 2000)
- 2001 – Sashimi (Live in Poznan, 1999)
- 2002 – Fellini Nights (Live in Amsterdam, 2001)
- 2003 – Mixed Company (Live in Enschede, 2002)
- 2005 – Scattering Crows (Live in Bradford, 2004)
- 2006 – Return to Childhood
- 2007 – Communion (Live in Haddington, 2006)
- 2013 – Gone Fishing Leamington Spa 2012
- 2016 – Moveable Feast (Live in Karlsruhe 2013 & Wurzburg 2014)
- 2017 – Farewell to Childhood

#### Raccolte
- 1995 – Yin
- 1995 – Yang
- 1998 – Kettle of Fish
- 2005 – Bouillabaisse

### Con i Marillion

#### Album in studio
- 1983 – Script for a Jester's Tear
- 1984 – Fugazi
- 1985 – Misplaced Childhood
- 1987 – Clutching at Straws

#### Album dal vivo
- 1984 – Real to Reel
- 1988 – The Thieving Magpie

#### Raccolte
- 1988 – B'Sides Themselves

## Filmografia
- 1991 – Zorro (Daniel Nielsen)
- 1991 – Jute City
- 1994 – Chasing the Deer
- 1998 – The Young Person's Guide to Becoming a Rock Star
- 1998 – Metropolitan Police
- 2000 – Rebus
- 2000 – Taggart
- 2002 – 9 Dead Gay Guys
- 2004 – Quite Ugly One Morning
- 2005 – The Jacket
- 2012 – Electric Man